# Английская народная музыка
Английская народная музыка основана на традициях, которые существуют с позднего средневековья. Её часто противопоставляют придворной, классической и более поздней популярной музыке. Долгое время народная музыка сохранялась и передавалась устно в пределах общин, но со временем печатные издания и впоследствии аудиозаписи стали основным средством передачи. Термин «английская народная музыка» используется для обозначения как английской традиционной музыки, так и музыки, сочинённой или исполненной в традиционном стиле.
Существуют отчётливые региональные и местные различия в содержании и стиле, особенно в районах, более удалённых от самых известных английских городов, такие как Нортумбрия или Западная страна. Культурный обмен и процессы миграции привели к тому, что английская народная музыка, хотя во многом и самобытна, имеет значительные пересечения с шотландской народной музыкой. Когда англичане стали переезжать в британские колонии, в Тринадцать колоний, Канаду, Южную Африку, Австралию и Новую Зеландию, они привезли с собой свои народные традиции, и многие песни были сохранены потомками иммигрантов.
Английская народная музыка создала или способствовала появлению нескольких культурных явлений, включая морские шанти, джиги, хорнпайп и моррис. Она также взаимодействовала с другими музыкальными традициями, особенно с классической и рок-музыкой, влияя на музыкальные направления и создавая новые музыкальные стили, такие как британский фолк-рок, фолк-панк и фолк-метал. Сохраняется процветающая субкультура английской фолк-музыки, которая продолжает влиять на другие жанры и иногда привлекает внимание мейнстрима.

## История

### Происхождение
В самом строгом смысле английская народная музыка существовала с момента прибытия англосаксов в Британию после 400 года. История Беды Достопочтенного о скотоводе, а позднее и церковном музыканте Кэдмоне указывает на то, что в ранний средневековый период было обычным делом на пирах передавать по кругу арфу и петь «пустые и праздные песни». Поскольку этот тип музыки редко записывался, мы мало знаем о её форме и содержании. Некоторые более поздние мелодии, например, те, что использовались для танца моррис, могут вести своё происхождение от этого периода, но невозможно быть уверенным в этих связях. Из поэмы Уильяма Ленгленда «Видение Уилльяма о Петре Пахаре» мы знаем, что баллады о Робин Гуде пели по крайней мере с конца XIV века, а самый старый подробный материал, который у нас есть, — это сборник баллад о Робин Гуде Винкина де Варда, напечатанный около 1495 года.

### XVI—XVIII века
Хотя существовала особая придворная музыка, члены социальной элиты в XVI веке, похоже, также слушали народную музыку и даже вносили в нее свой вклад, как это произошло с Генрихом VIII, написавшем песню «Баллада короля». Британский историк Питер Берк утверждал, что позднесредневековые социальные элиты имели свою собственную культуру, но были культурно «амфибийными», способными участвовать и влиять на народные традиции.

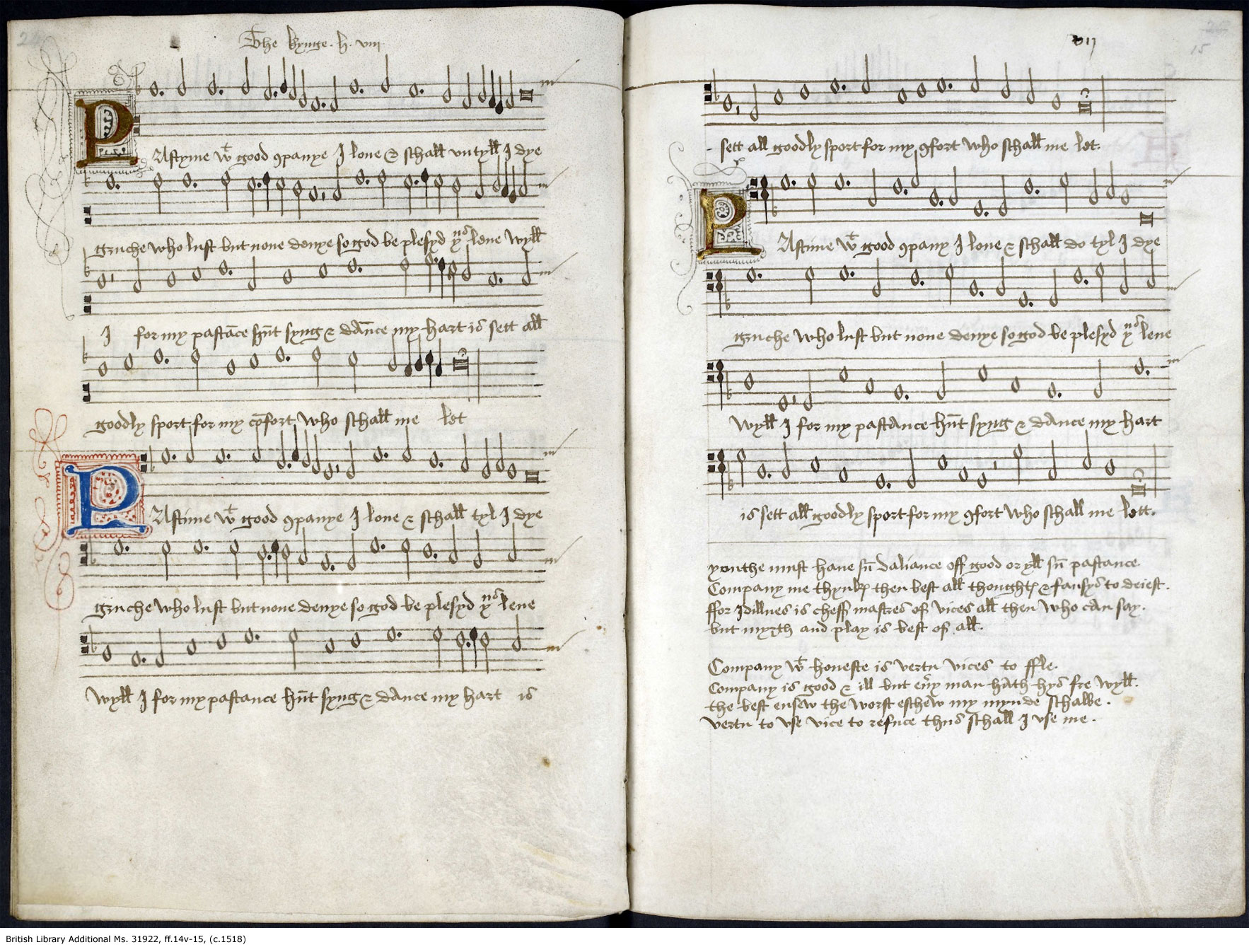
Оригинальная партитура «Баллады короля» (ок. 1513 года), хранящаяся в Британской библиотеке в Лондоне.

В XVI веке изменения в благосостоянии и культуре высших социальных слоев привели к расхождению вкусов в музыке с простонародьем. Произошла интернационализация придворной музыки как с точки зрения инструментов, таких как лютня, цимбалы и ранние формы клавесина, так и с точки зрения формы с развитием мадригалов, паван и гальярдов. Для других социальных слоев такие инструменты, как труба, табор, волынка, шалмей, харди-гарди и крумгорн, сопровождали традиционную музыку и общественные танцы. Скрипка, прочно обосновавшаяся в Англии к 1660-м годам, была ключевым элементом как в музыке эпохи барокко, так и в народных песнях и танцах.
К середине XVII века музыка низших социальных слоев была достаточно чужда аристократии и «среднему классу», поэтому для её понимания потребовался процесс повторного открытия, а также другие аспекты народной культуры, такие как фестивали, фольклор и танцы. Это привело к появлению ряда ранних сборников печатных материалов, включая сборники, опубликованные Джоном Плейфордом под названием «Английский учитель танцев» (1651), а также частные сборники Сэмюэля Пипса (1633–1703) и «Роксбургские баллады», собранные Робертом Харли (1661–1724). Пипс в своём знаменитом дневнике упоминает, в частности, исполнение баллады «Барбара Аллан в канун Нового года» 1665 года, которая сохранялась в устной традиции вплоть до XX века. В XVIII веке появлялось всё больше сборников того, что теперь начали определять как «народная» музыка, на которую сильное влияние оказало романтическое движение, включая «Остроумие и веселье: или Пилюли для очищения от меланхолии» (Wit and Mirth: or, Pills to Purge Melancholy) Томаса Д’Эрфея (1719—1720, 6 томов) и «Реликвии древней английской поэзии» (Reliques of Ancient English Poetry) епископа Томаса Перси (1765). Последний из них также содержал некоторые устные материалы, и к концу XVIII века это становилось всё более распространённым, с коллекциями, включая The Bishopric Garland Джозефа Ритсона (1784), которая шла параллельна работам таких деятелей, как Роберт Бернс и Вальтер Скотт в Шотландии.

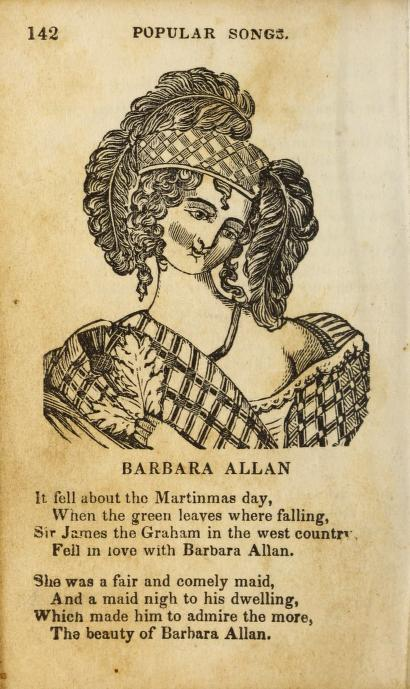
Первая страница печатного издания 1840 года «Барбары Аллан» — одной из самых популярных народных песен на английском языке.

Именно в этот период английская народная музыка пересекла Атлантический океан и стала одной из основ американской традиционной музыки. В колониях она смешивалась со стилями музыки, привезёнными иммигрантами из других стран, создавая множество новых жанров. Например, английские баллады вместе с ирландскими, шотландскими и немецкими музыкальными традициями в сочетании с африканским банджо, афроамериканскими ритмическими традициями и афроамериканским джазом и эстетикой блюза способствовали развитию музыки блюграсс и кантри.

### Начало XIX века
С началом промышленной революции и формированием городского рабочего класса темы народной музыки начали меняться от сельской и аграрной жизни к песням о городской жизни и индустриальном труде. Осознание того, что старые виды песен постепенно забываются, возобновило интерес к сбору народных песен в 1830-х и 1840-х годах, включая работы Уильяма Сэндиса «Рождественские гимны: древние и современные» (Christmas Carols Ancient and Modern; 1833), Уильяма Чеппелла «Собрание английских национальных песен» (A Collection of National English Airs; 1838) и Роберта Белла «Старинные поэмы, баллады и песни крестьянства Англии» (Ancient Poems, Ballads and Songs of the Peasantry of England; 1846).
Технологические изменения сделали доступными новые инструменты и привели к развитию духовых оркестров, особенно в промышленных центрах на севере. Смещение в городские центры также начало создавать новые типы музыки, включая с 1850-х годов мюзик-холл, который на протяжении более столетия доминировал в английской популярной музыки. Это в сочетании с ростом грамотности и развитием печати позволило создавать и популяризировать новые песни, которые изначально основывались на традиционной музыке, но затем начали отличаться от неё, поскольку такие композиторы, как Лайонел Монктон и Сидни Джонс, создавали музыку, отражавшую новые социальные обстоятельства.

### Возрождение (1890—1969)
С конца XIX века существовал ряд движений за возрождение фолка, которые пытались собирать, записывать, сохранять и позже исполнять английскую народную музыку и танцы. Обычно их разделяют на два периода.

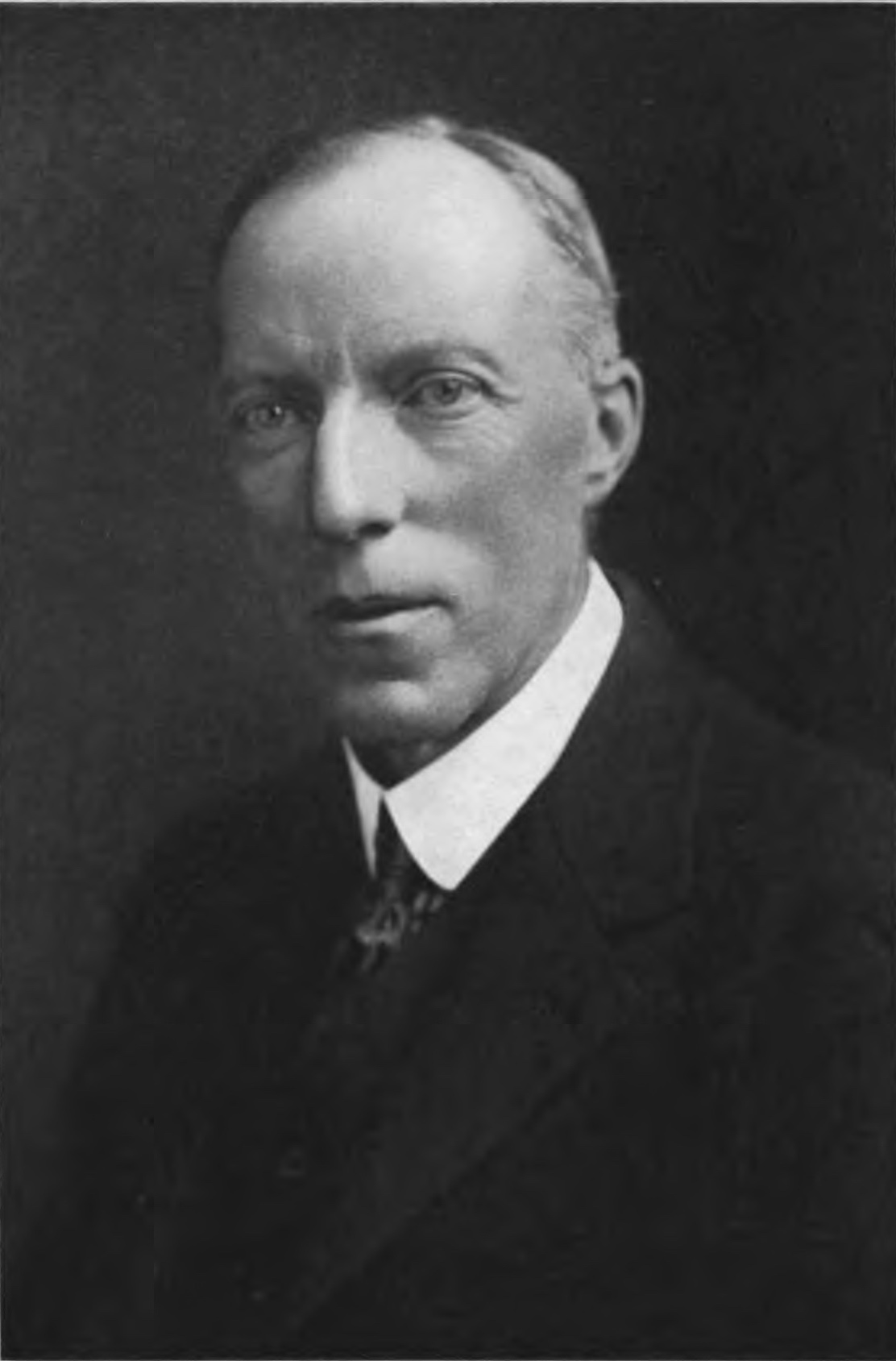
Сесил Шарп (1859—1924) — зачинатель возрождения фольклора в Англии в начале XX века.

Первый период пришёлся на конец XIX — начало XX веков, включив в себя таких деятелей, как коллекционеры Сабин Баринг-Гулд (1834—1924), Фрэнк Кидсон (1855—1926), Люси Бродвуд (1858—1939) и Энн Гилкрист (1863—1954), сосредоточённых вокруг Общества народной песни, основанного в 1911 году. Восьмитомный сборник Фрэнсиса Джеймса Чайлда (1825—1896) «Английские и шотландские народные баллады» (1882—1892) стал самым влиятельным в определении репертуара последующих исполнителей, Сесил Шарп (1859—1924), основатель Общества английского народного танца, был самой важной фигурой Возрождения английского фолка того времени. Возрождение было частью более широкого национального движения в 1910-х годах и способствовало созданию Английской пасторальной школы классической музыки, которая включала традиционные песни или мотивы из них, как можно увидеть в композициях Перси Грейнджера (1882—1961), Ральфа Воана-Уильямса (1872—1951), Джорджа Баттеруорта (1885—1916), Густава Холста (1874—1934) и Фредерика Дилиуса (1862—1934).
В 1932 году общества народной песни и народного танца и English Folk Dance Society объединились, чтобы стать Обществом английского народного танца и песни (EFDSS). Некоторые из активистов возрождения записывали народные песни на восковых валиках, и многие из записей, включая коллекцию Перси Грейнджера, доступны онлайн благодаря Мемориальной библиотеке Воана-Уильямса и Звуковому архиву Британской библиотеки.
Второй период набрал обороты после Второй мировой войны, следуя за возрождением американской народной музыки, поскольку новые формы медиа и американская коммерческая музыка, казалось, представляли ещё одну угрозу традиционной музыке. Ключевыми фигурами второго периода были Юэн Макколл и А. Л. Ллойд. Второе возрождение было в целом левым в политике и подчёркивало важность рабочей музыки XIX века и ранее игнорированные формы, такие как эротические народные песни. Topic Records, основанная в 1939 году, стала основным источником записей народной музыки. Возрождение привело к основанию сети фолк-клубов в крупных городах с 1950-х годов. Среди основных традиционных исполнителей были The Watersons, Ian Campbell Folk Group и Ширли Коллинз. Слияние различных стилей американской музыки с английским фолком также помогло создать отличительную форму гитарного фингерстайла, известную как «фолк-барокко», пионерами которой были Дэви Грэм, Мартин Карти, Джон Ренборн и Берт Дженш. Появилось исполнителей, которые знали старые песни в устной традиции от своих общин и поэтому сохранили аутентичные версии. Они, включая Сэма Ларнера, Гарри Кокса, Фреда Джордана, Уолтера Пардона, Фрэнка Хинчлиффа и Copper Family, выпускали собственные альбомы и были почитаемы среди сторонников фолк-возрождения. Популярные музыканты фолк-возрождения основывали свои произведения на песнях, которые пели эти традиционные певцы, и на песнях, собранных во время первого периода возрождения.
Существуют различные базы данных и коллекции английских фолк-песен, собранных во время первого и второго фолк-возрождений, такие как Roud Folk Song Index, который содержит ссылки на 25 000 англоязычных фолк-песен, и Vaughan Williams Memorial Library, мультимедийный архив ресурсов, связанных с фолком. Звуковой архив Британской библиотеки содержит тысячи записей традиционной английской фолк-музыки, включая 340 записей на восковых цилиндрах, сделанных Перси Грейнджером в начале 1900-х годов.

### Прогрессив-фолк

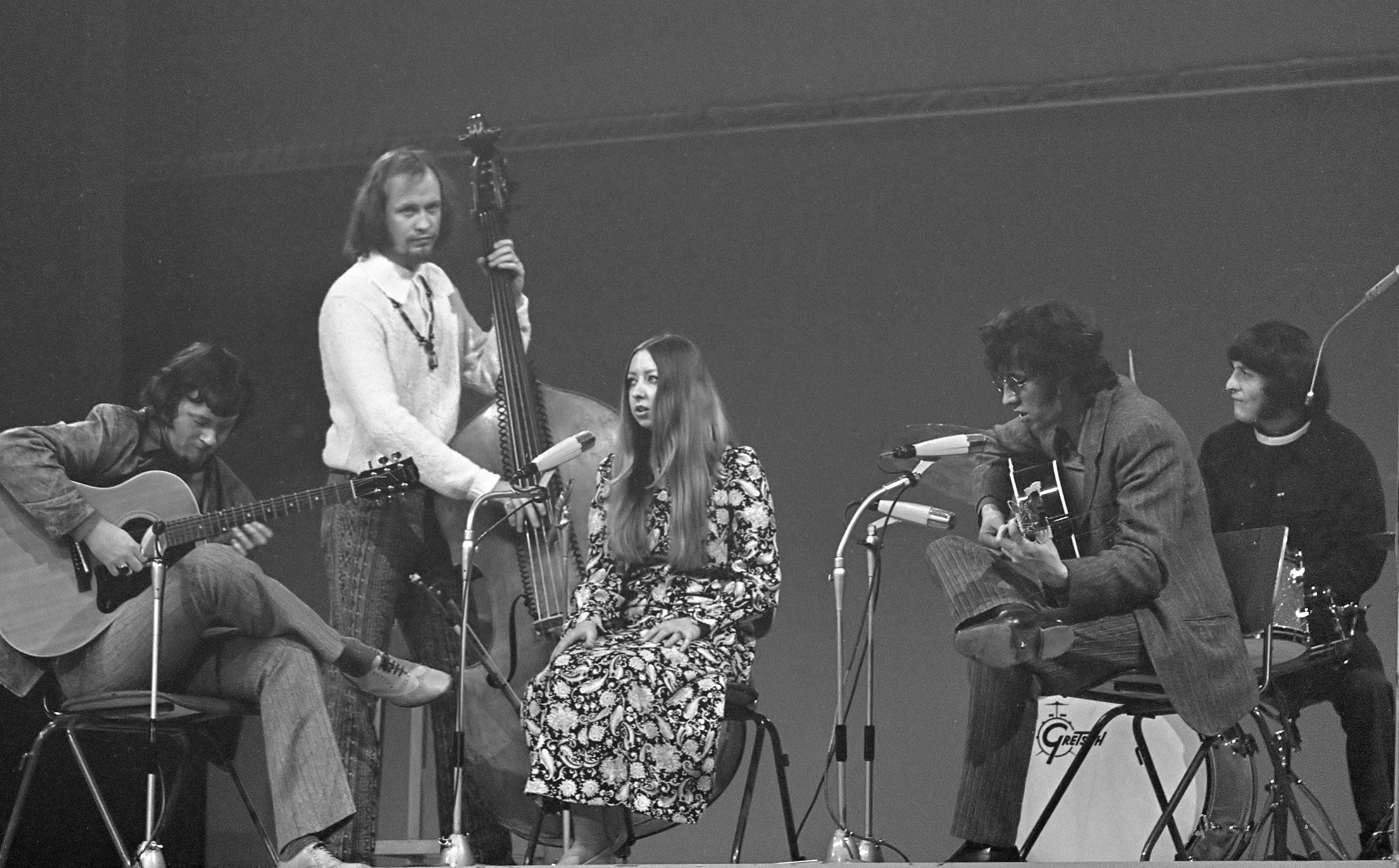
Фолк-рок-группа Pentangle выступает в Амстердаме в 1969 году.

Процесс слияния американских музыкальных стилей и английского фолка также можно рассматривать как источник британского прогрессив-фолка, создатели которого пытались возвысить фолк-музыку посредством большей музыкальности или композиторских и аранжировочных навыков. Многие исполнители прогрессив-фолка продолжали сохранять традиционный элемент в своей музыке, включая Дженша и Ренборна, которые вместе с Жаки Макши, Дэнни Томпсоном и Терри Коксом в 1967 году основали группу Pentangle. Другие полностью отказались от традиционного элемента, и в этой области особенно влиятельными были шотландец Донован, на которого больше всего повлияли прогрессив-фолк-музыканты из Америки, такие как Боб Дилан, и The Incredible String Band, которые начиная с 1967 года стали включать в свои композиции элементы традиционной музыки, в том числе, средневековой и восточной. Некоторые из них, в частности The Incredible String Band, рассматривались как развивающиеся в дальнейший поджанр псих-фолка или психоделического фолка и оказали значительное влияние на прогрессивный и психоделический рок.
В конце 1960-х и начале 1970-х годов наблюдался кратковременный расцвет английского прогрессив-фолка, когда такие группы, как Third Ear Band и Quintessence, последовали за восточно-индийскими музыкальными и более абстрактными работами таких групп, как Comus, Dando Shaft, The Trees, Spirogyra, Forest и Jan Dukes De Grey, но не добившись коммерческого успеха большинство этих групп распались примерно к 1973 году. Возможно, лучшие индивидуальные работы в этом жанре были созданы такими артистами начала 1970-х годов, как Ник Дрейк и Джон Мартин, но их также можно считать первыми среди английских «фолк-трубадуров» или «авторов-исполнителей», которые в основном оставались акустическими и полагались на свои собственные композиции. Самым успешным из них был Ральф Мактелл, чья песня «Streets of LondonStreets of London (song)» достигла 2-го места в UK Singles Chart в 1974 году, и чья музыка явно фолковая, но без особой опоры на традиции, виртуозности или особых свидетельств попыток слияния с другими жанрами.

### Электрик-фолк

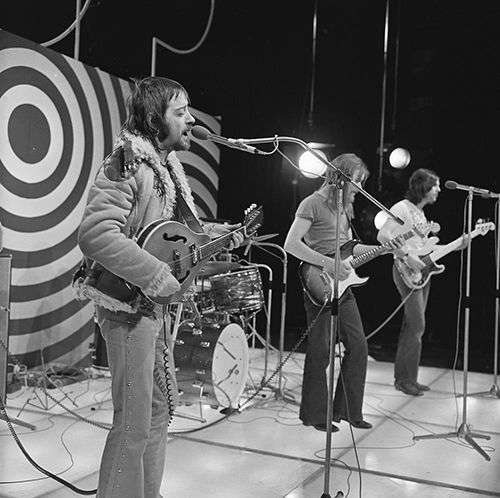
Fairport Convention на нидерландском ТВ (1972).

Электрик-фолк развивался в Англии в середине-конце 1960-х годов группами Fairport Convention и Pentangle, которые основывались на элементах американского фолк-рока и на втором возрождении фолка. Они использовали традиционную музыку и композиции в традиционном стиле, исполняемые на сочетании рока и традиционных инструментов. Наиболее значим электрик-фолк был в 1970-х годах, когда его подхватили такие группы, как Pentangle, Steeleye Span и The Albion Band. Он был быстро принят и развился в окружающих кельтских культурах Бретани, где его пионерами были Алан Стивелл и такие группы, как Malicorne; в Ирландии такими группами, как Horslips; в Канаде такими группами, как Barde; а также в Шотландии, Уэльсе, на острове Мэн и в Корнуолле, чтобы создать кельтский рок и его производные. Электрик-фолк оказал влияние в первую очередь в тех странах, которые имели тесные культурные связи с Британией, таких как США и Канада, и дал начало фолк-панку, фолк-металу и средневековому фолк-року. К 1980-м годам жанр резко упал в популярности, но выжил и возродился в значимости как часть более общего возрождения фолка с 1990-х годов.

### Фолк-панк
В середине 1980-х годов появился фолк-панк, новое направление английского фолка, создатели которого смешали фолк с энергией и политической агрессией из панк-рока. Лидерами нового жанра были The Pogues, The Men They Couldn’t Hang, Oysterband и Билли Брэгг. Народная танцевальная музыка также стала популярной в 1980-х годах, с такими исполнителями, как English Country Blues Band и Tiger Moth. Десятилетие спустя группа Edward II & the Red Hot Polkas смешивала регги с английской народной музыкой, особенно в их основополагающем альбоме 1987 года Let's Polkasteady.

### Фолк-метал

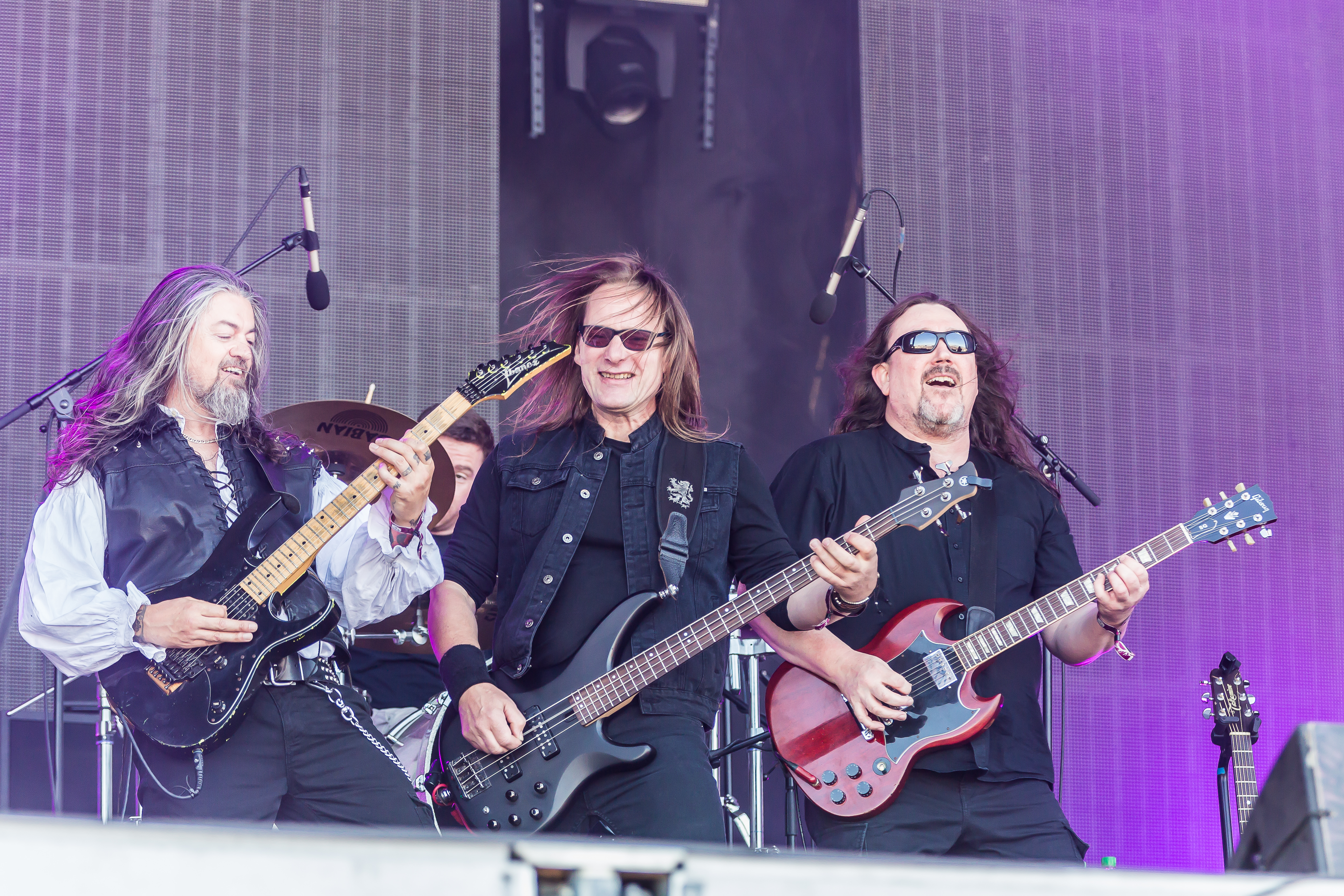
Фолк-металисты из Skyclad в Германии (2018).

В процессе, поразительно похожем на зарождение британского фолк-рока в 1960-х годах, английская трэш-метал-группа Skyclad добавила скрипки от сессионного музыканта в несколько треков для своего дебютного альбома 1991 года The Wayward Sons of Mother Earth. Когда это было хорошо принято, они взяли скрипача на постоянную работу и перешли к фирменному стилю фолк и джиг, что позволило им стать пионерами фолк-метала, который больше всего оценили в Ирландии, Прибалтике и Германии.

### Возрождение традиционного фолка (1990-е—)

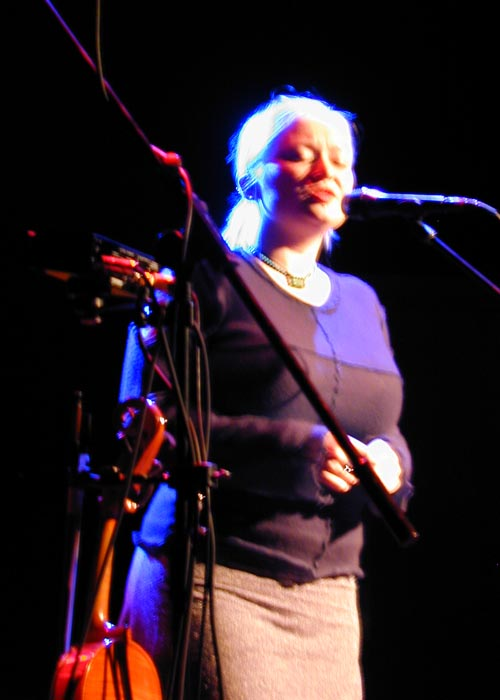
Известная фолк-певица и скрипачка Карти, Элиза.

Пик как традиционного английского фолка, так и прогрессивного и электрического, пришёлся на середину-конец 1970-х годов, когда некоторое время он грозил прорваться в мейнстрим. Однако к концу десятилетия фолк пришёл в упадок. Посещаемость и количество фолк-клубов начали уменьшаться, вероятно, по мере того, как начали доминировать новые музыкальные и социальные тенденции, включая панк-рок, новую волну и электронную музыку. Хотя многие исполнители, такие как Martin Carthy и the Watersons, продолжали успешно выступать, в 1980-х годах было очень мало значимых новых исполнителей, продолжающих традиционные формы. Это начало меняться с приходом нового поколения в 1990-х годах. Появление, а иногда и массовый успех таких исполнителей, как Кейт Расби, Bellowhead, Нэнси Керр, Кэтрин Тикелл, Джим Морей, Спайерс и Боден, Сет Лейкман, Фрэнк Тёрнер, Лора Марлинг и Элиза Карти, все из которых в основном занимались акустическим исполнением традиционного материала, ознаменовали радикальный поворот в судьбе традиции. В 2000 году была учреждена музыкальная премия BBC Radio 2 Folk Awards, которая придала фолк-музыке столь необходимый статус и направленность, а престиж фолка в Англии сегодня так же высок, как и на протяжении более тридцати лет.

## Фолк-клубы
Хотя к началу 1950-х годов существовало несколько клубов, в которых допускалось исполнение традиционной народной музыки, клубы ориентированные на фолк-музыку стали активно открываться во время недолгого увлечения музыкой скиффл, примерно с 1956 по 1958 год. Среди новых клубов был клуб «Ballad and Blues» в пабе в Сохо, одним из основателей которого был Эван Макколл. По мере того, как увлечение скиффлом спадало, многие из этих клубов начали ориентироваться на английский традиционный фолк, в том числе и на чистую и традиционную форму музыки. К середине 1960-х годов в Британии насчитывалось более 300 фолк-клубов. Большинство из них были просто регулярными собраниями, обычно в задней или верхней комнате паба на еженедельной основе. В основном такие клубы посещали представители городского среднего класса и они были известны любительским характером многих выступлений. Были также «резиденты», которые регулярно исполняли короткие сеты песен. Многие из них позже стали крупными исполнителями, включая А. Л. Ллойда, Мартина Карти и Ширли Коллинз. Более позднее поколение исполнителей использовало фолк-клубы для весьма успешной карьеры в мейнстриме, включая Билли Коннолли, Джаспера Кэррота, Иэна Дьюри и Барбару Диксон. Количество клубов начало сокращаться в 1980-х годах, столкнувшись с изменением музыкальных и социальных тенденций. Ситуация стабилизировалась в середине 1990-х годов с возрождением интереса к фолк-музыке, и сейчас в Соединённом Королевстве насчитывается более 160 фолк-клубов, включая те, которые могут проследить своё происхождение до 1950-х годов.

## Фолк-музыка и радио
Долгое время из-за трудностей с регулярным появлением на телевидении, радио оставалось основным средством для популяризации фолка. Так, общество EFDSS спонсировало радиопрограмму BBC As I Roved Out, основанную на полевых записях, сделанных Питером КеннедиPeter Kennedy (folklorist) и Шеймусом ЭннисомSéamus Ennis с 1952 по 1958 год, что, вероятно, сделало больше, чем любой другой фактор, для знакомства населения с британской народной музыкой в этот период. Также важными были случайные радиошоу, такие как Lomax's Ballads and Blues (1951), MacColl's Radio-ballads (1958–64) и The Song Carriers (1968). Джон Пил часто включал фолк в своё шоу Top Gear на BBC Radio One с 1968 года, но отказался от этого, когда в 1970-х годах появился панк. Самым постоянным источником фолк-музыки на радио было BBC Radio 2. В 1967 году по средам эта радиостанция транслировала передачу My Kind of folk. В 1970 году началась передача Folk on Friday, которую вёл Джим Ллойд, в 1972 году заменённая на Folk on Sunday. С 1975 по 1988 год Тони Кэпстик вёл Folkweave. В 1980 году началась трансляция Folk on Two (по средам). В 1998 году Джим Ллойд ушёл из программы и его заменил Майк Хардинг. В 2007 году она была переименована в The Mike Harding Folk Show. В октябре 2012 года было объявлено, что Майк Хардинг покидает программу, и его заменит Марк Рэдклифф. Ян А. Андерсон, редактор fRoots, также вёл эпизодически шоу для Radio Two, программу World music на Jazz FM, а затем 10 лет работал в эфире BBC World Service. В настоящее время он ведет fRoots Radio в Интернете. Более двадцати лет, до 2006 года, Чарли Джиллетт представлял World music на BBC London.

## Фолк-фестивали

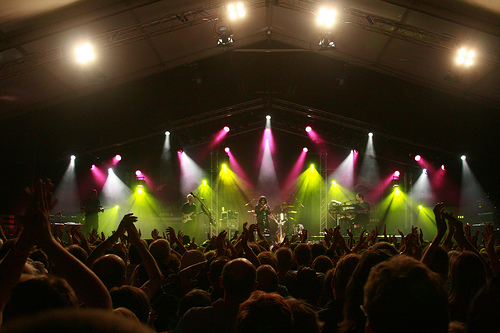
The Cambridge Folk Festival 2008

Фолк-фестивали начали организовываться обществом EFDSS примерно с 1950 года, как правило, как местные или региональные мероприятия с акцентом на танец, как, например, Sidmouth Festival (с 1955 года) и Keele Festival (1965), который был отменён в 1981 году, но восстановлен три года спустя как Национальный фольклорный фестиваль. EFDSS отказался от своей организаторской роли в этих фестивалях в 1980-х годах, и большинство из них проводятся и финансируются на местном уровне. Вероятно, самым крупным является Fairport's Cropredy Convention, который с 1979 года стал площадкой для фолк-, фолк-рок- и рок-исполнителей; теперь он привлекает до 20 000 человек в год. Также, крупный и престижный фольклорный фестиваль проводится в Кембридже, он был основан в 1965 году и привлекает около 10 000 человек ежегодно. Как и рок-фестивали, фольклорные фестивали начали множиться с 1990-х годов, и в Англии ежегодно проводится более сотни фолк-фестивалей разного масштаба.

## Формы фолк-музыки

### Баллады
Баллады обычно повествовательные по структуре и в значительной степени используют повторы. Традиционная баллада, как считается, возникла у странствующих менестрелей позднесредневековой Европы. Было много различных и противоречивых попыток классифицировать традиционные баллады по тематике, но обычно выделяются следующие типы: религиозные, сверхъестественные, трагические, любовные, исторические, легендарные и юмористические. Многие баллады были привезены английскими поселенцами в Новый Свет, где отчасти способствуя формированию основ американской народной музыки, которая была создана посредством смешения афроамериканских ритмических традиций, эстетики блюза и перекрёстного опыления американских иммигрантских культур того времени.

### Кэрол
Кэрол (англ. carol) в наше время ассоциируются в первую очередь с Рождеством, но на самом деле существуют кэрол, посвящённые всем праздникам, и не обязательно христианским, и временам года. Они произошли от формы хоровода в сопровождении певцов, которая была популярна с середины XII века. С XIV века они использовались в качестве процессионных песен, особенно на Адвент, Пасху и Рождество, а также для сопровождения религиозных мистерий. Кэрол пришёл в упадок после протестантской Реформации, которая запретила многие религиозные праздники, но некоторые известные рождественские гимны были написаны в этот период, включая The Holly and the Ivy. В XIX веке интерес к кэрол вернулся и их стали сочинять и адаптировать выдающимие композиторы.

### Детские песни

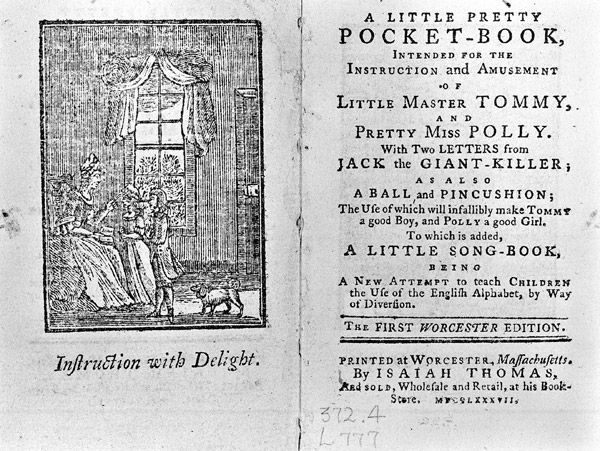
Маленькая хорошенькая карманная книжечка Джона Ньюбери.

Самые ранние народные детские песни в Европе — колыбельные позднего средневекового периода. Известны записи коротких детских песенок более позднего периода, но большинство детских стишков были записаны только в XVIII веке. Первыми английскими сборниками детских песен стали «Песенник Томми Тамба» и его продолжение «Прелестный песенник Томми Тамба», опубликованные, как полагают, до 1744 года. «Мелодия матушки гусыни, или Сонеты для колыбели» Джона Ньюбери (около 1785 года) — это первая известная запись многих классических стишков. Они, по-видимому, происходят из разных источников, включая традиционные загадки, пословицы, баллады, строки из пьес ряженых, застольные песни, исторические события и, как предполагается, древние языческие ритуалы. Примерно половина нынешнего корпуса признанных «традиционных» английских детских стишков была известна к середине XVIII века. Из этого периода мы иногда узнаем о происхождении и авторах рифм, таких как колыбельная «Сияй, сияй, маленькая звёздочка», которая объединила французскую мелодию XVIII века со стихотворением английской писательницы Джейн Тейлор, и «У Мэри была маленькая овечка», написанную Сарой Джозефой Хейл из Бостона в 1830 году. Первым и, возможно, самым важным сборником детских стишков стал сборник Джеймса Орчарда Холливелла The Nursery Rhymes of England (1842) и Popular Rhymes and Tales (1849). В разгар первого возрождения фолка Сабин Баринг-Гулд выпустил сборник A Book of Nursery Songs (1895), а Эндрю Лэнг опубликовал The Nursery Rhyme Book (1897). Детские песни, в отличие от народных, остались частью живой и непрерывной традиции, поскольку, хотя они и были дополнены из других источников и затронуты письменными версиями, большинство взрослых передают своим детям песни, которые сами узнали из устных источников в детстве.

### Эротические народные песни
Большинство современных комментаторов английской народной песни отмечают, что любовь, эротика и даже порнография были среди основных традиционных тем народного творчества и, если рассматривать не только баллады, возможно, были крупнейшими группами напечатанных песен. Многие коллекционеры периода первого возрождения либо игнорировали такие песни, либо переделывали их для публикации, как это делали Фрэнсис Чайлд и Сесил Шарп в своих сборниках. Во время второго возрождения эротическая народная песня была гораздо более принята как часть канона традиционной песни, чему способствовали такие книги, как The Horn Book: Studies in Erotic Folklore Гершона Легмана (1964) и The Erotic Muse: American Bawdy Songs Эда Крея (1968), в которые вошли много ранее не публиковавшихся песен. В Англии ключевой фигурой во введении эротических песен в канон был А. Л. Ллойд. В 1959 году он написал The Foggy Dew and Other Traditional English Love Songs, а в 1966 году с Фрэнки Армстронгом и Энн Бриггс издал The Bird in the Bush, Traditional Erotic Songs. Ллойд провёл различие между эротическими песнями, то есть теми, которые касались любви и предполагали сексуальность через намёки (например, The Bonny Black Hare и The Bird in the Bush), и порнографическими, которые были очень откровенными. Некоторые авторы, однако, считают, что эти различия сложнее поддерживать. Хотя эротические песни стали частью стандартной программы в фолк-клубах и среди фолк-рок-музыкантов, относительно немногие из более откровенных песен были записаны.

### Хорнпайп
Хорнпайп (англ. hornpipe, от horn — рог и pipe — труба) — кельтский народный танец под синкопированную мелодию, который, как полагают, получил своё название от музыкального духового язычкового инструмента по крайней мере в XVII веке. Известен с XV века, особо популярен был в XVI—XIX веках. В середине XVIII века он изменился с размера 3/2 на 2/2, приняв свой современный характер, и, вероятно, достиг пика своей популярности, поскольку стал основным элементом театральных представлений. Чаще всего его ассоциируют с хорнпайпом моряков, но он лёг в основу многих индивидуальных и групповых деревенских танцев в современный период. Как и многие танцы, он появился в Шотландии и Ирландии и получил отличительный национальный характер, а затем распространился в Англии, откуда переместился в Америку с эмиграцией.

### Джига

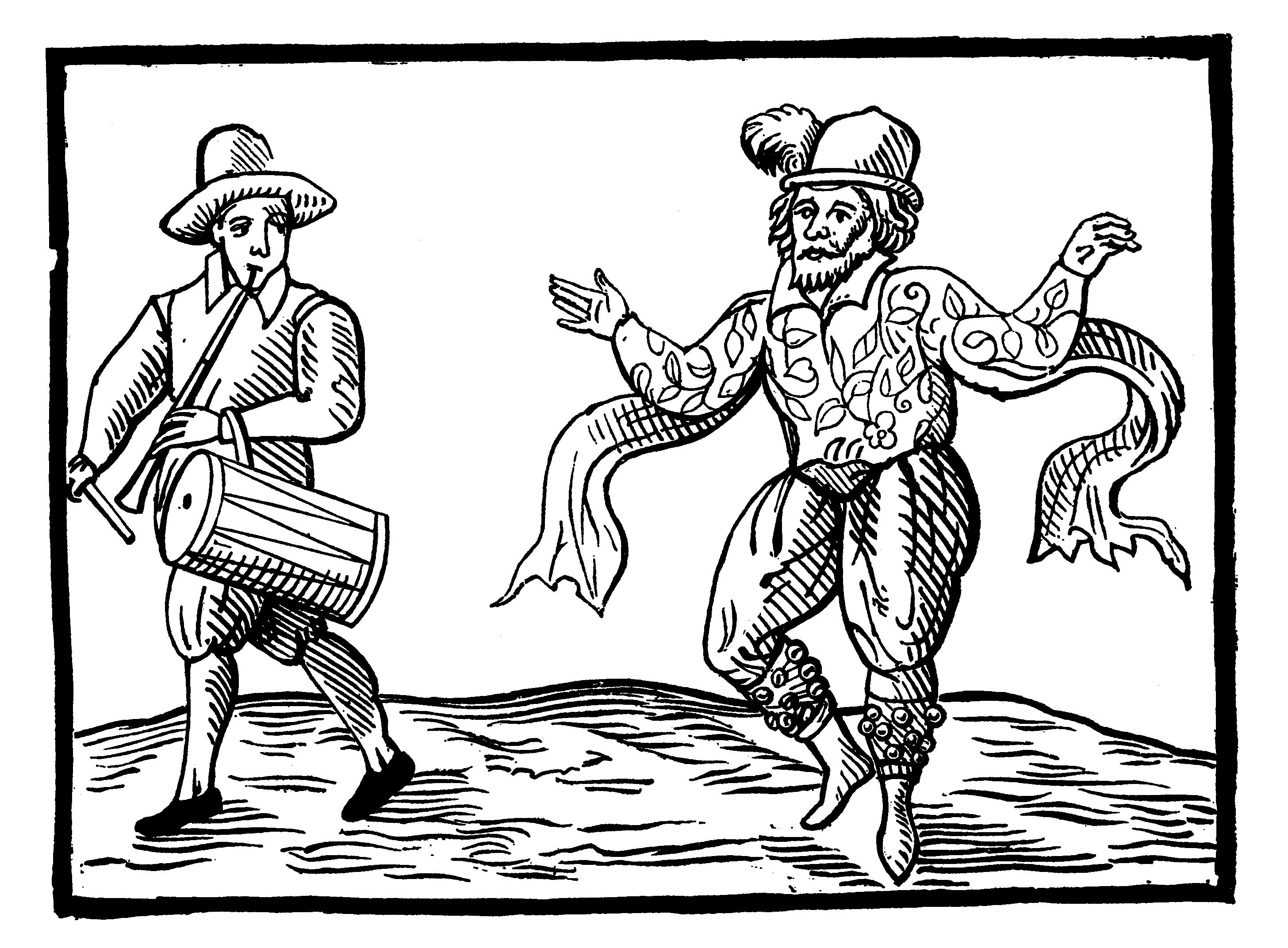
Английский клоун елизаветинской эпохи Уилл Кемп танцует джигу от Нориджа до Лондона в 1600 году.

Джига (англ. jig) — быстрый старинный танец с шагами, поворотами и прыжками, зафиксированный в XVI веке на Британских островах. Музыкальный размер 3/8, 6/8, 9/8 или 12/8 (в зависимости от разновидности). Термин джига произошел от французского «giguer», что означает «прыгать». Он был известен как танец в XVI веке, часто в размере 2/4, и под этим названием использовался в пьесах. Танец начал ассоциироваться с музыкой, особенно в размере 6/8, и со скользящими джигами в размере 9/8. В XVII веке танец был получил распространение в Ирландии и Шотландии, с которыми сейчас чаще всего ассоциируется. В некоторых, обычно более северных, частях Англии этот танец называли «галопом» — например, галопом Винстера из Дербишира (хотя он обязан своим происхождением Винстеру Моррису).

### Танец моррис
Моррис — английский народный танец, обычно сопровождаемый живой музыкой, в основе которого танца лежат ритмичные движения и набор фигур, которые танцоры (чаще мужчины) исполняют с использованием разнообразных предметов (палки, мечи, жезлы, платки, гирлянды и др.). На ногах танцоры носят повязки с бубенцами (англ. bell-pads). Считается, что название происходит от термина «мавританский танец», обозначающего испанские (мусульманские) стили танца, и может происходить от английских придворных танцев того периода. Предполагается, что моррис восходит к середине XV века, в то время как заявления о дохристианском происхождении в настоящее время в значительной степени отвергаются. Танец моррис, по-видимому, был широко распространён в Англии к началу XVII века, особенно в сельских районах, но был запрещён, как и связанные с ним фестивали во время и после Английской революции. После Реставрации в 1660 году моррис был разрешён и вновь стал популярным, но к XIX веку после сельскохозяйственных и промышленных революций был во многом забыт, пока коллекционеры, такие как Сесил Шарп, записали моррис в Котсуолдсе. Это привело к возрождению традиции, хотя возможно в изменённой форме. Танец Моррис отошёл на второй план по сравнению с пением без сопровождения во время второго возрождения фолка, но получил дальнейший импульс, когда привлёк внимание британских фолк-рок-музыкантов, таких как Эшли Хатчингс, который выпустил несколько альбомов танцевальной музыки, включая самый известный из них Morris On 1972 года. Традиционно моррис сопровождался либо барабаном и флейтой, либо фиделем, но с середины XIX века наиболее распространёнными инструментами для морриса стали мелодеон, аккордеон, концертино и барабаны. В частности, в Котсуолдсе и Бордер-моррисе многие мелодии связаны с определёнными танцами. Моррис сохранился в виде отдельных местных традиций: котсуолдский морриса, северо-западный моррис, бордер-моррис, танца с коротким мечом и танца с длинным мечом.

### Песни протеста
Возможно, старейшим ярким примером английской песни протеста является знамениная рифмованная фраза священника-лолларда Джона Болла «Когда Адам пахал, а Ева пряла, кто дворянином был тогда?», произнесённая во время восстания Уота Тайлера 1381 года. Песни, восхваляющие благородных разбойников, таких как Робин Гуд, начиная с XIV века, можно рассматривать как более тонкую форму протеста. С появлением левеллеров и диггеров в середине XVII века появилась более открытая критика, такая как в балладе «Песнь диггеров». Примерно с того же периода также начинают появляться антивоенные песни, указывающие на цену человеческих жизней, такие как The Maunding Soldierier or The Fruits of Warre is Beggery, оформленная как мольба о попрошайничестве искалеченного солдата Тридцатилетней войны. Индустриализация XVIII века породила такое явление как луддиты, а вместе с ними и их песни протеста.
Наполеон Бонапарт стал неожиданным английским народным героем, увековеченным в таких песнях, как Bonny Bunch of Roses и Napoleon's Dream. По мере формирования рабочего класса и роста его классового сознания стали появляться рабочие песни, которые использовались в качестве гимнов и пропаганды, такие как шахтёрская The Black Leg Miner и фабричная The Factory Bell. Эти песни рабочего протеста в значительной степени игнорировались во время первого возрождения фолка конца XIX и начала XX веков, но позже были записаны такими деятелями, как А. Л. Ллойд, на таких альбомах, как The Iron Muse (1963). В 1980-х годах анархистская панк-группа Chumbawamba записала несколько версий песен протеста (альбом 1988 года English Rebel Songs 1381–1914. В 1950-х годах Юэн Макколл был ведущим английским автором песен протеста, среди которых были прокоммунистические песни, такие как «Баллада о Хо Ши Мине» и «Баллада о Сталине», а также песен о ядерной угрозы миру, в частности Against the Atom Bomb. Ведущим голосом протеста в тэтчеровской Британии 1980-х был Билли Брэгг, чей стиль протестных песен и низовой политической активности в основном напоминал стиль Вуди Гатри.

### Морские шанти

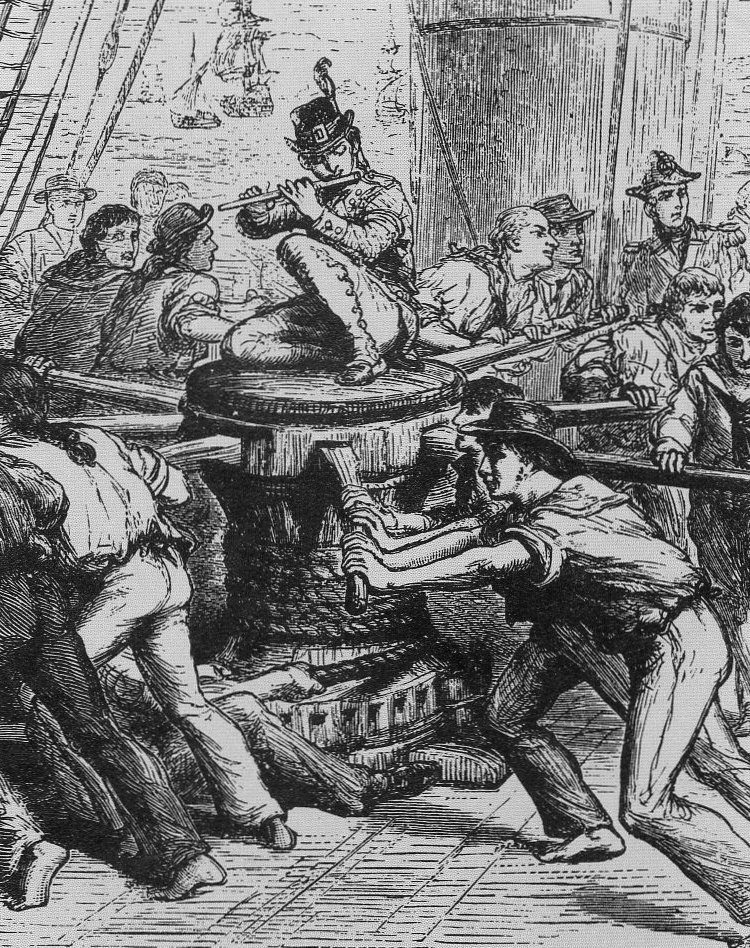
Моряки, работающие на кабестане под музыку.

Морские шанти — тип трудовой песни, традиционно исполняемой моряками. Происходящие от французского слова «chanter», что означает «петь», они могут датироваться ещё XV веком, но большинство записанных примеров относятся к XIX веку. Шанти обычно были медленными ритмичными песнями, предназначенными для помощи в коллективных задачах на трудоёмких парусных и более поздних паровых судах. Многие из них были песнями вызова и ответа, когда один моряк (шантимен) запевал, а остальные давали ответ вместе. Шанти были получены из разных источников, включая танцы, народные песни, польки, вальсы и даже западноафриканские трудовые песни. Поскольку разные песни были полезны для разных задач, их традиционно делят на три основные категории: шанти для коротких перевозок, для задач, требующих быстрых действий за относительно короткое время; шанти-фалы, для более тяжёлой работы, требующей большего времени на подготовку между тягами; и кабестановые шанти, для длинных, повторяющихся задач, требующих устойчивого ритма, но не включающих работу по линиям. Известные шанти включают Blow the Man Down и Bound for South Australia, некоторые из которых остались в общественном сознании или были возрождены популярными записями. Во время первого возрождения наблюдался некоторый интерес к морским шанти со стороны таких деятелей, как Перси Грейнджер, который записал несколько традиционных шанти на фонографах. Во время второго возрождения А. Л. Ллойд попытался популяризировать их, записав несколько альбомов морских шанти с 1965 года.

### Военные песни
В Англии песни на военные и морские темы были основной частью творчества авторов баллад с XVI века, включая одну из самых ранних британских баллад «Балладу о Чеви Чейзе», которая повествует о победе шотландцев в битве при Оттерберне в 1388 году и, возможно, датируется началом XV века. Конфликты между Англией и Испанией в конце XVI и начале XVII веков породили ряд баллад, описывающих их, например, разгром испанской Армады 1588 года. Английская революция (1642—1653) породила поджанр «кавалерских баллад», включая «Когда король снова вернётся домой с миром» (When the King Home in Peace Again). Многие из них были адаптированы и повторно использованы якобитами после Славной революции 1688 года. Англо-французские войны XVII и XVIII веков сопровождались большим количеством песен, обычно изложенных в патриотическом духе, но некоторые из них, например «Капитан Смерть» (Captain Death; 1757), были посвящены потерям и поражениям. Появление постоянных полков с собственной идентичностю, песни стали использоваться как полковые марши, которые служили не только для синхронизации движения большого числа людей, но и вдохновляли солдат, например, «Британские гренадёры», основанный на танцевальной мелодии XVII века. Военные песни пережили свой пик во время Французских революционных и Наполеоновских войн (1797—1815), когда появилось множество патриотических военных песен, например «Сердце Дуба», и сформировался стереотип английского моряка как «весёлого Джека Тара», который появлялся во многих балладах и на сцене. В конце XIX века по мере того как мюзикл-холл начал брать на себя ведущую роль в популярной музыке, а народная песня пришла в упадок, народная песня перестала иметь дело с современными войнами.

### Трудовые песни
Трудовые песни включают музыку, исполняемую во время выполнения задания (часто для координации времени), или песню, связанную с заданием или торговлей, которая может быть связанным повествованием, описанием, или песней протеста. Два основных типа трудовых песен в Англии — это сельскохозяйственные трудовые песни, обычно ритмичные песни a cappella, которые поются людьми, занятыми физической и часто монотонной работой, как, например, Harvest song, распространённая на юго-западе Англии. Песни, вероятно, были предназначены для повышения производительности и одновременного уменьшения чувства скуки. Ритмы трудовых песен могут служить для синхронизации физических движений в группе или команде. Индустриальная народная песня появилась в Британии в XVIII веке, когда рабочие брали знакомую им музыку, включая баллады и сельскохозяйственные трудовые песни, и адаптировали её к своему новому опыту и обстоятельствам. В отличие от сельскохозяйственных трудовых песен, часто не было необходимости использовать музыку для синхронизации действий между рабочими, поскольку темп всё больше определялся водой, паром, химической и, в конечном итоге, электрической энергией, а также из-за из-за шума ранней промышленности. В результате, индустриальные народные песни, как правило, были описательными по своей природе, по отношению к работе, обстоятельствам или политике, что делало их одними из самых ранних протестных песен и пелись между рабочими сменами или в часы отдыха, а не во время работы. Эту модель можно увидеть в текстильном производстве, горнодобывающей промышленности и, в конечном итоге, в сталелитейной, судостроительной, железнодорожной и других отраслях промышленности.